# Exocentrus albostictipennis
Exocentrus albostictipennis es una especie de escarabajo longicornio perteneciente al género Exocentrus, categorizada en la tribu Exocentrini, de la subfamilia Lamiinae.
Mide 3 mm de longitud.

## Taxonomía
Se atribuye su descripción al entomólogo de origen austríaco Stephan von Breuning, quien la citó por primera vez en 1958. La especie aparece registrada en la sección Révision du genre Exocentrus Mulsant (Col., Cerambycidae) del Bulletin of the British Museum (Natural History), 7 (5): 211–328, f. 5, publicada por Breuning Stephan en 1958.

## Distribución
Se distribuye por África, específicamente en la República Democrática del Congo, en el congo Belga y en la ciudad de Lubumbashi.